# Сибилла Кипрская
Сибилла Лузиньян (арм. Սիբիլ Լուսինյան, фр. Sybille de Lusignan, греч. Σιβύλλα των Λουζινιάν) (октябрь/ноябрь 1198 г. – ок. 1230/1252 г.) – королева-консорт Киликийской Армении. Сибилла была дочерью короля Кипра Амори II и королевы Иерусалима Изабеллы I. . Сибилла была второй женой короля Киликии Левона I , за которого вышла замуж в 1210 году. В браке у них родилась дочь Изабелла. 
Через свою мать она была сводной сестрой Марии Монферратской, королеве Иерусалима, а через своего отца, короля Кипра, приходилась троюродной сестрой короля Венгрии А́ндрашу II.